# Chouriki Sentai Ohranger
Chouriki Sentai Ohranger (超力戦隊オーレンジャー (Siêu lực Chiến đội Ohranger) Chōriki Sentai Ōrenjā), dịch là Chiến đội Siêu lực Ohranger, là một chương trình tokusatsu của Nhật Bản. Nó là chương trình Super Sentai thứ 19 của Toei. Bản Mỹ hoá là Power Rangers: Zeo. "Oh" (オー Ō) là chơi chữ của "olé" (オーレ ōre), "aura" (オーラ ōra), và chữ "vương" (王 ō). "O.H." cũng là viết tắt của "Overtech Hardware" (Phần cứng Siêu công nghệ).

## Cốt truyện
Năm 1999, Đế chế Cơ khí Baranoa đã thành lập một căn cứ trên bề mặt Mặt Trăng và tuyên bố thống trị người dân Trái Đất. Để đánh bại những kẻ thù hùng mạnh này, Lực lượng Phòng không Siêu công nghệ Quốc tế (U.A.O.H.) đã thành lập một lực lượng đặc biệt, "Chiến đội Siêu lực Ohranger" do Tham mưu trưởng Miura và năm người lính chỉ huy để chiến đấu với Baranoa.

## Nhân vật

Chouriki Sentai Ohranger

Hoshino Gorō (星野 吾郎 (Tinh Dã Ngô Lang)) - OhRed (オーレッド Ō Reddo)
Yokkaichi Shōhei (四日市 昌平 (Tứ Nhật Thị Xương Bình)) - OhGreen (オーグリーン Ō Gurīn)
Mita Yūji (三田 祐司 (Tam Điền Hựu Tư)) - OhBlue (オーブルー Ō Burū)
Nijō Juri (二条 樹里 (Nhị Điều Thụ Lý)) - OhYellow (オーイエロー Ō Ierō)
Maruo Momo (丸尾 桃 (Hoàn Vĩ Đào)) - OhPink (オーピンク Ō Pinku)
Riki (リキ) - KingRanger (キングレンジャー Kingu Renjā)

## Các tập
1. Invasion!! 1999 (襲来！！1999 Shūrai!!1999?)
2. Assemble!! The Super-Powered Squadron (集結！！超力戦隊 Shūketsu!!Chōriki Sentai?)
3. Crisis!! The Secret of Super-Power (危機！！超力の秘密 Kiki!!Chōriki no Himitsu?)
4. Grotesque!! Iron Man Papa (怪奇！！鉄人パパ Kaiki!!Tetsujin Papa?)
5. Violent Love!! The Brothers of Flame (激愛！！炎の兄弟 Geki Ai!!Honō no Kyōdai?)
6. The Formidable Enemy, Brain Machine (強敵 頭脳マシン Kyōteki Zunō Mashin?)
7. Complete!! The Super-Powered Robo (完成！！超力ロボ Kansei!!Chōriki Robo?)
8. Crash!! A Super Giant Battle (激突！！超巨大戦 Gekitotsu!!Chō Kyodai Sen?)
9. Suddenly!! A Traitor (突然！！裏切り者 Totsuzen!!Uragirimono?)
10. He's Here!! It's a Thief (参上！！泥棒だヨン Sanjō!!Dorobō Dayon?)
11. Submission!! The Refrigerator of Love (服従！！愛の冷蔵庫 Fukujū!!Ai no Reizōko?)
12. Explosion!! A Baby (爆発!!赤ちゃん Bakuhatsu!!Akachan?)
13. Illusions!! The Dog of the Gods (幻想！！神様の犬 Gensō!!Kamisama no Inu?)
14. I Love Pinocchio (大好きピノキオ Daisuki Pinokio?)
15. O Friend!! Sleep Hotly!! (友よ！！熱く眠れ！！ Tomo yo!!Atsuku Nemure?)
16. Naughty!! The Future Child (腕白！！未来っ子 Wanpaku!!Miraikko?)
17. Plunder!! The Transformation Brace (強奪！！変身ブレス Gōdatsu!!Henshin Buresu?)
18. Dad's Unusual Love (父の異常な愛情 Chichi no Ijō na Aijō?)
19. The New Robo's Red Impact (新ロボ赤い衝撃 Shin Robo Akai Shōgeki?)
20. Iron Fist 100 Bursts (鉄拳100連発 Tekken 100 Renpatsu?)
21. The Storm-Calling Cup-and-Ball (嵐を呼ぶケン玉 Arashi o Yobu Kendama?)
22. The (Classified) Fusion Order!! (合体㊙指令！！ Gattai Maruhi Shirei!!?)
23. The Final Swimsuit... (最後の水着… Saigo no Mizugi...?)
24. The Laughing Nostalgic Man!! (笑う懐かし男！！ Warau Natsukashi Otoko!!?)
25. The Festival One-Shot Contest (お祭り一発勝負 Omatsuri Ippatsu Shōbu?)
26. The 600-Million-Year-Old Boy Warrior (6億歳少年戦士 6 Oku Sai Shōnen Senshi?)
27. King's Gallant Entrance (キング颯爽登場 Kingu Sassō Tōjō?)
28. Behold the Miracle Fortress (見よ奇跡の要塞 Miyo Kiseki no Yōsai?)
29. Dance! The Invasion Cram School!! (踊る!侵略塾！！ Odoru! Shinryaku-juku!!?)
30. The Earth is Snoring (地球がグースカ Chikyū ga Gūsuka?)
31. Home Delivery Diet (宅配ダイエット Takuhai Daietto?)
32. The School's Scary Nightmare (学校の怖い悪夢 Gakkō no Kowai Akumu?)
33. The Five Robos' Great Riot (5大ロボ大暴れ 5 Dai Robo Dai Abare?)
34. The Emperor's Final Challenge (皇帝最後の挑戦 Kōtei Saigo no Chōsen?)
35. The Radical Bomb Guy (過激な爆弾野郎 Kageki na Bakudan Yarō?)
36. A Direct Hit With Flatulence!! (オナラに直撃！！ Onara ni Chokugeki!!?)
37. I am Gunmajin (拙者ガンマジン Sessha Ganmajin?)
38. It's Tough Being a Majin! (魔神はつらいよ Majin wa Tsurai yo?)
39. The Prince Dies in a Duel (皇子決闘に死す Ōji Kettō ni Shisu?)
40. Arrival! The Mysterious Princess! (出現！謎の姫！ Shutsugen!Nazo no Hime!?)
41. The Dangerous Couple!! (危険なふたり！！ Kiken na Futari!!?)
42. The Squadron's Public Execution!! (戦隊公開処刑！！ Sentai Kōkai Shokei!!?)
43. The Trump Card is Seven Changes (切り札は七変化 Kirifuda wa Shichi Henka?)
44. The Strongest Beauty on Earth (地上最強の美女 Chijō Saikyō no Bijo?)
45. Destruction!! The Super-Powered Base (壊滅！！超力基地 Kaimetsu!!Chōriki Kichi?)
46. Earth's Final Day!! (地球最期の日！！ Chikyū Saigo no Hi!!?)
47. Stand Shine Revive!! (立て輝け蘇れ！！ Date Kagayake Yomigaere!!?)
48. The Heroes of Love (愛の勇者たち Ai no Yūshatachi?)

### Specials
- Chouriki Sentai OhRanger the Movie
- Chouriki Sentai OhRanger: The Group Members' Notebook
- Chouriki Sentai OhRanger: Ohre VS Kakuranger
- Gekisou Sentai Carranger vs. OhRanger

## Diễn viên
- Shishido Masaru: Hoshino Gorou
- Masaoka Kunio: Yokkaichi Shohei
- Gōda Masashi: Mita Yuuji
- Asō Ayumi: Nijou Juri
- Satō Tamao: Maru Momo
- Sakai Hisashi: Riki
- Miyauchi Hiroshi: Captain Miura
- Kamiya Akira: Gunmajin (Voice)
- Ōhira Tōru: Emperor Bacchus Wrath (tiếng)
- Matsushima Minori: Empress Hysteria (tiếng)
- Seki Tomokazu: Prince Buldont (tiếng)
- Yamada Miho: Princess Multiwa (tiếng)
- Hiyama Nobuyuki: Bomber the Great (tiếng)
- Kaneta Kimotsuki: Acha (tiếng)
- Adachi Shinobu: Kocha (tiếng)
- Shinoda Kaoru: FaucetChuck (tiếng, trong phim)

### Trang phục
- Yokoyama Kazutoshi: OhRed/Red Blocker (main), OHRangerRobo/Buster OHRangerRobo, OHBlocker, Empress Hysteria
- Fukuzawa Hirofumi: OhRed/Red Blocker (sub)
- Takechi Kenji: OhGreen/Green Blocker (main)
- Imai Yasuhiko: OhGreen/Green Blocker (sub)
- Takeuchi Yasuhiro: OhBlue/Blue Blocker, Hoàng đế Bacchus Wrath, Red Puncher
- Nakagawa Kiyohito: OhYellow/Yellow Blocker (main)
- Hashimoto Keiko: OhYellow/Yellow Blocker (sub)
- Murakami Rie: OhPink/Pink Blocker (main)
- Nakagawa Motokuni: OhPink/Pink Blocker (sub), Kocha
- Ōfuji Naoki: KingRanger
- Tanabe Tomoe: Tackle Boy
- Kusaka Hideaki: Gunmajin
- Fujita Kenjirō: Hoàng tử Buldont
- Yoshio Akiko: Công chúa Multiwa

## Bài hát
Đầu
- "Olé! Ohranger" (オーレ！オーレンジャー Ōre! Ōrenjā?)
  - Lời: Yatsude Saburo
  - Sáng tác: Kosugi Yasuo
  - Biên tập: Yonemitsu Ryō
  - Thể hiện: Hayami Kentarō

Kết
- "Emergency Takeoff!! Ohranger" (緊急発進!! オーレンジャー Kinkyū Hasshin!! Ōrenjā?)
  - Lyrics: Yatsude Saburo
  - Sáng tác: Kosugi Yasuo
  - Biên tập: Makino Saburō
  - Thể hiện: Hayami Kentarō